# سانجات (باد كاليه)
سانجات، باد كاليه (بالفرنسية: Sangatte)‏ هي بلدية تقع في إقليم باد كاليه من منطقة نور با دو كاليه في شمال فرنسا. تبلغ مساحة هذه المدينة 14.28كم²، وترتفع عن سطح البحر 4م، يبلغ عدد سكانها 4591 نسمة حسب إحصاء المعهد الوطني للإحصاء والدراسات الاقتصادية سنة 2009م. وترأس Guy Allemand البلدية خلال فترة (2001-2014).